# Coșoteni, Teleorman
Coșoteni este un sat în comuna Vedea din județul Teleorman, Muntenia, România. Se află în partea de nord a județului,  în Câmpia Găvanu-Burdea, pe malul stâng al pârâului Burdea. La recensământul din 2002 avea o populație de 576 locuitori. Biserica cu hramul "Sf. Dumitru" datează din anul 1647 și este monument istoric. (cod: TR-II-m-A-14317).